# 이와테 일보

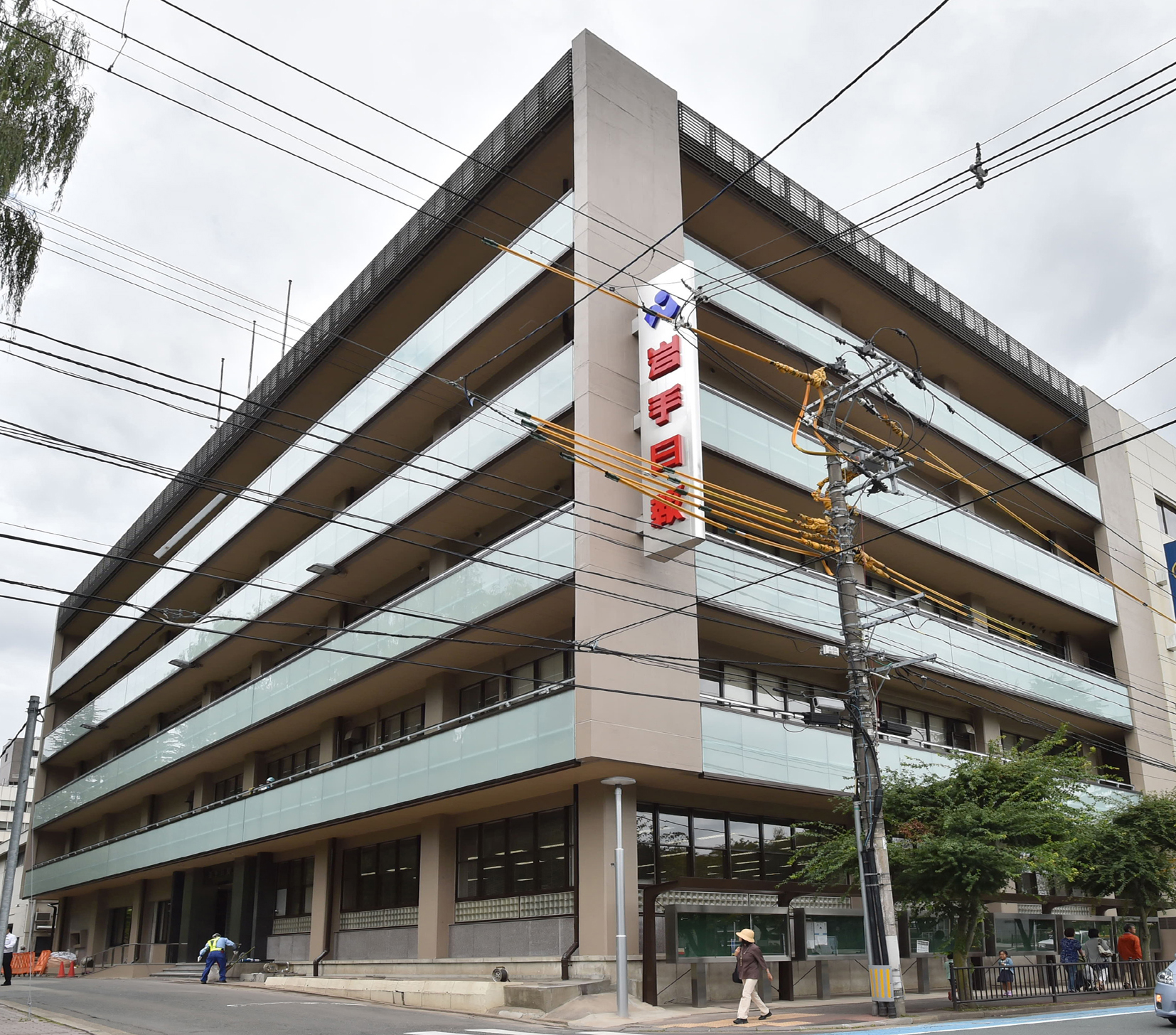

이와테 일보(일본어: 岩手日報 いわてにっぽう[*])은 이와테현 모리오카시에서 발행되는 일간지이다. 1897년 3월 2일에 창간하였다. 본사는 이와테현 모리오카시에 위치하고 있다.